# Решетников, Леонид Петрович
Леони́д Петро́вич Реше́тников (род. 6 февраля 1947, Потсдам, советская зона оккупации Германии) — российский общественный деятель, историк и публицист, директор Российского института стратегических исследований (29 апреля 2009 — 4 января 2017), заместитель председателя Общества развития русского исторического просвещения «Двуглавый орёл» (ноябрь 2017 — июль 2020), руководитель Объединения историко-просветительских организаций «Наследие Империи» (с октября 2020), генерал-лейтенант Службы внешней разведки Российской Федерации (в отставке), кандидат исторических наук. С 2018 года — доцент и заведующий кафедрой истории и исторического архивоведения Московского государственного института культуры.

## Биография

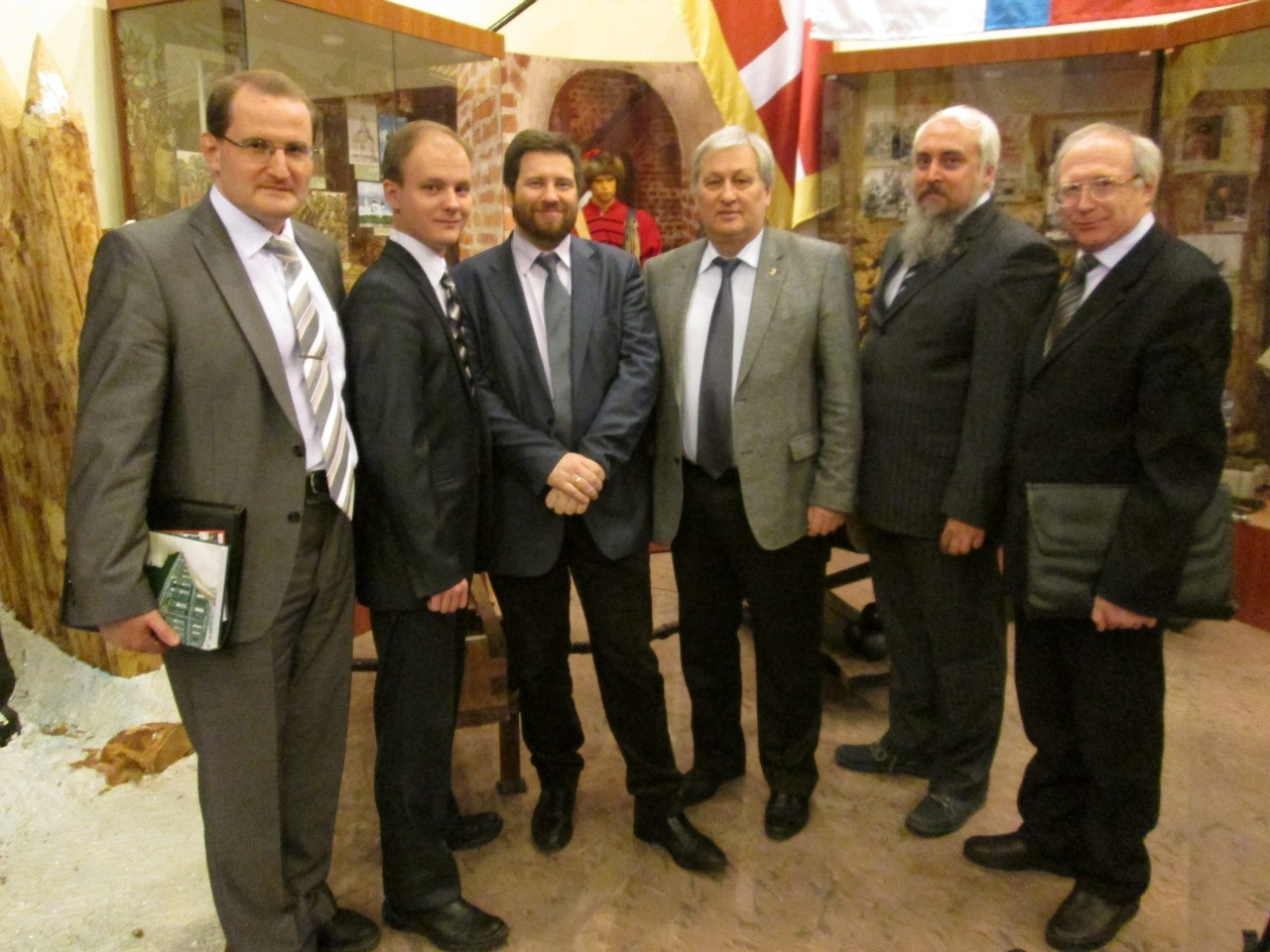
Леонид Решетников (третий справа) среди участников научно-практической конференции «История, обретаемая вновь: Россия в середине 1910-х — начале 1920-х годов», состоявшейся 11 марта 2013 года в Музее боевой славы города Коломны

Родился 6 февраля 1947 года в Потсдаме в семье военнослужащего.
В 1970 году закончил исторический факультет Харьковского государственного университета. Ученик Георгия Попова. В 1971—1974 годах учился в аспирантуре Софийского университета, где защитил диссертацию на соискание учёной степени кандидата исторических наук по теме «Участие болгарских политических эмигрантов в строительстве социализма в Советском Союзе (1921—1941 гг.)».
В 1974—1976 годах работал в Институте экономики мировой социалистической системы Академии наук СССР.
С апреля 1976 года по апрель 2009 года служил во внешней разведке. В конце своей службы занимал должность начальника информационно-аналитического управления СВР России в звании генерал-лейтенанта. В апреле 2009 года был уволен в запас в связи с достижением предельного возраста пребывания на военной службе.
29 апреля 2009 года указом президента Российской Федерации был назначен директором федерального государственного научного бюджетного учреждения «Российский институт стратегических исследований».
2 ноября 2016 года Президент РФ В. В. Путин подписал Указ №583 об освобождении Л. П. Решетникова с 4 января 2017 года от должности директора Российского института стратегических исследований.
Одной из причин увольнения стало то, что «Решетников пропагандировал среди сотрудников Института преклонение перед НАТОвской Болгарией, которая, как известно, является враждебным России государством, начиная с Первой мировой войны».
В ноябре 2016 года выступил инициатором создания Всероссийской общественной организации — общества развития русского исторического просвещения «Двуглавый орёл», и сейчас является заместителем председателя общества.
С 2017 года — председатель наблюдательного совета телеканала «Царьград ТВ». Президент некоммерческого благотворительного фонда «Наследие» («Русский Лемнос»).
Входит в состав научного совета при министре иностранных дел Российской Федерации, научного совета при Совете безопасности Российской Федерации и Общественного совета при Министерстве обороны Российской Федерации. Член редакционного совета журнала «Родина».
Свободно владеет болгарским и сербским языками, а также может разговаривать на греческом языке.

## Семья
Жена — Ольга Николаевна Решетникова, кандидат исторических наук. Имеет двух дочерей и пятерых внуков.
Дочь — Елена Решетникова руководит проектом «Детский лагерь на острове Лемнос», организуемом НБФ «Наследие».

## Санкции со стороны иностранных государств
В декабре 2016 года попал под санкции США как член наблюдательного совета «Темпбанка».
В сентябре 2019 года Болгария запретила въезд Решетникову на 10 лет в связи с расследованием дела о шпионаже в пользу РФ.

### Болгаристика, балканистика
газетные статьи 1970—1971
- Попов Г. Н., Решетников Л. П. Сторінки дружби : [Про болгар. політемігрантів у Харкові] (укр.) // Вечірній Харків. — 11.09.1970.
- Попов Г. Н., Решетников Л. П. Разказ за дълга, за дружбата : Нови страници от живота на българските политемигранти в Харков (болг.) // Работническо дело. — 03.10.1970.
- Попов Г. Н., Решетников Л. П. Революционер-интернационалист: [О болгар. политэмигранте С. Мицеве] // Красное знамя. — Харьков, 31.05.1971.
- Попов Г. Н., Решетников Л. П. На братній землі : Нові сторінки з життя болгар. політемігрантів у Харкові (укр.) // Ленінська зміна. — 15.06.1971.
- Попов Г. Н., Решетников Л. П. Страници от един поучителен живот : [Об С. Мицеве] (болг.) // Работническо дело. — 05.08.1971.

научные статьи 1970—1979, диссертация 1974
- Решетніков Л. П. З історії сільськогосподарської комуни ім. Благоєва (укр.) // Вісник Харківського університету. Серія історії КПРС[укр.]. — 1970. — Вип. 6, № 51. — С. 49—53.
- Решетников Л. П. Дейността на МОПР в СССР за подпомагане на българските политически емигранти (1923— 1940) (болг.) // Исторически преглед[болг.]. — 1972. — Т. 6. — С. 35—44.
- Решетников Л. П. Формяране на българската политемиграция в СССР (болг.) // Годишник по катетрите по научен комунизъм и история на БКП при вузи. — София, 1974.
- Решетников Л. П. Общественно-государственное начало в социалистическом управлении // Проблемы строительства развитого социализма в Народной Республике Болгарии / Отв. ред. к.и.н. Я. Б. Шмераль. — М.: ИЭМСС АН СССР, 1975. — 85 с.
- Решетников Л. П. Участие болгарских политэмигрантов в культурном строительстве в СССР в 20-30-х годах // Советское славяноведение. — 1979. — № 4. — С. 32—44.

балканистика, 1990
- Решетников Л. П., Смирнова Н. Советско-балканский конфликт. Как это было // Коммунист. — 1990. — № 9.

### Книги
- Решетников Л. П. Русский Лемнос: исторический очерк. — М.: Новоспасский монастырь, 2009. — 112 с. — ISBN 978-5-87389-054-5. (переиздавалась в 2010, 2012, 2013 и 2015)
- Решетников Л. П. Вернуться в Россию. Третий путь, или тупики безнадёжности. — М.: ФИВ, 2013. — 230 с. — (Книжная серия РИСИ / Российский ин-т стратегических исслед.). — 1500 экз. — ISBN 978-5-91862-014-4. (переиздавалась в 2015 и 2017)
  - Решетњиков Л. П. Вратити се Русији: трећи пут или ћорсокаци безнађа (серб.) / с рус. прев. Марија Билбија. — Београд: Евро-Ђунти : Наша Србија, 2014. — 247 с. — ISBN 978-86-505-2371-1. (переиздана в 2015 году)
- Г. А. Хизриева, Л. Ч. Абаев, А.В. Атаев, Т. С. Гузенкова, П. В. Захаров, И. В. Ипполитов, В. А. Калинкин, К. Е. Каратаева, В. В. Карякин, К. А. Кокарев, Ю. А. Крячкина, В. И. Кузьмин, А. С. Лубоцкая, О. Е. Лушников, Е. Л. Мараховский, О. Б. Неменский, И. А. Николайчук, А. А. Никулин, О. В. Петровская, Д.С. Попов, Л. П. Решетников, Я. В. Селянин, Е. В. Супонина, Г. Г. Тищенко, И. Ю. Фролова, Е. С. Хотькова, А. С. Шишков, М. М. Янгляева. Кризис на Украине и крымские события 2014: практика информационной войны: коллективная монография / Российский ин-т стратегических исслед.; редкол.: И. А. Николайчук, Н. В. Бондарцева, Е. А. Струкова. — М.: РИСИ, 2015. — 613 с. — 500 экз. — ISBN 978-5-7893-0232-3.

### Статьи
- Решетников Л. П. «А Родина милей...» // Родина. — 2010. — № 5. — С. 63—65.
- Решетников Л. П., Табачник Д. В., Гагарин А. С., Куртов А. А., Вассоевич А. Л. Коллаборационизм и предательство во Второй мировой войне. Власов и власовщина // Проблемы национальной стратегии. — 2010. — № 1. — С. 128—165. — ISSN 2079-3359.
- Решетников Л. П. Духовно-нравственные причины национальной катастрофы; уроки истории // Вестник Московского университета. Серия 18: Социология и политология. — 2011. — № 2. — С. 56—67. — ISSN 1029-3736.
- Монастырёва Г., Черкашин Н., Решетников Л. П., Жалнина-Василькиоти И. Русский исход: Бизерта-Мальта-Лемнос-Пирей-Галлиполи-Крым // Свободная мысль. — 2011. — № 1 (1620). — С. 105—122.
- Решетников Л. П. Духовно-нравственные причины национальной катастрофы России // Международная жизнь. — 2011. — № 7. — С. 139—151.
- Решетников Л. П. Насколько полезны рекомендации СУПР // Индекс безопасности. — 2011. — Т. 17, № 4 (99). — С. 173—174.
- Решетников Л. П. Россия! Встань и возвышайся! // Власть. — 2012. — № 7. — С. 4—7.
- Решетников Л. П. РИСИ — 20 лет // Международная жизнь. — 2012. — № 2. — С. 179—192.
- Мультатули П. В., Решетников Л. П. Россия! Встань и возвышайся! // Проблемы национальной стратегии. — 2012. — № 2. — С. 12—26.
- Решетников Л. П. Предисловие // Вассоевич Т. Н. Военный дневник Тани Вассоевич, 11 июня 1941 — 1 июня 1945 / авт. предисл. Л. П. Решетников ; авт. вступ. ст. А. Л. Вассоевич; Российский ин-т стратегических исслед. — СПб.: Аврора : Балтийская звезда, 2015. — 255 с. — 1500 экз. — ISBN 978-5-7300-0877-9.
- Решетников Л. П. Что угрожает Европе? // Русский дом. — 2016. — № 3. — С. 10—11.
- Решетников Л. П. Слом русского национального кода в 1917 году // Столетие великой русской катастрофы 1917 года / Сост. М. Б. Смолин. — М.: РИСИ, ФИВ, 2017. — С. 5—40. — 192 с. — 1000 экз. — ISBN 978-5-91862-041-0.

## Интервью
- Леонид Решетников: «Больше всего Запад боится нашего возвращения к идее исторической России — Святой Руси» // РИА Катюша, 12.04.2016.

## Награды и звания
- Почётный профессор Приднестровского государственного университета им. Т. Г. Шевченко[16]
- Орден «За заслуги перед Отечеством» IV степени (2017)[17]
- Орден Мужества[18]
- Орден Почёта[18]
- Орден Святого благоверного князя Даниила Московского[18]
- Орден святого благоверного великого князя Димитрия Донского[18]
- Орден Святого царя Константина (2014, Сербская Православная церковь)[19]
- Благодарность Президента Российской Федерации (18 января 2010 года) — за активное участие в научно-исследовательской, публицистической и популяризаторской работе по противодействию фальсификации истории в ущерб интересам России[20]
- Орден Негоша I степени (Республика Сербская, Босния и Герцоговина, 2015 год)[21]
- орден Дружбы (Южная Осетия)[22]
- орден Дружбы (ПМР)[18]
- Медаль «За укрепление международного сотрудничества» (ПМР)[23]
- Знак Святых Царственных страстотерпцев I степени (2017, Екатеринбургская митрополия)[24]
- другие медали и почётные знаки